# Godefroid Devreese

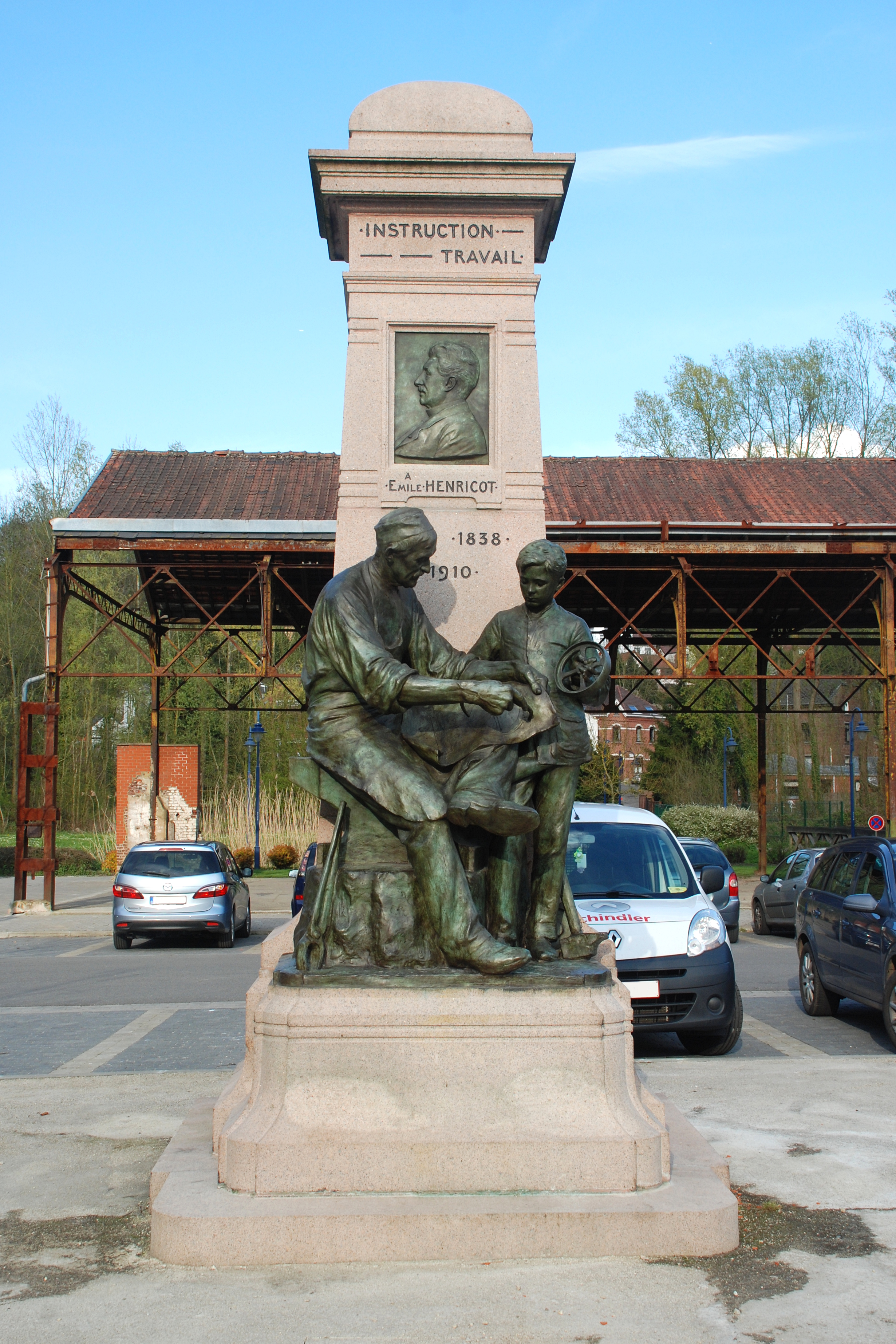
Monument a Émile Henricot

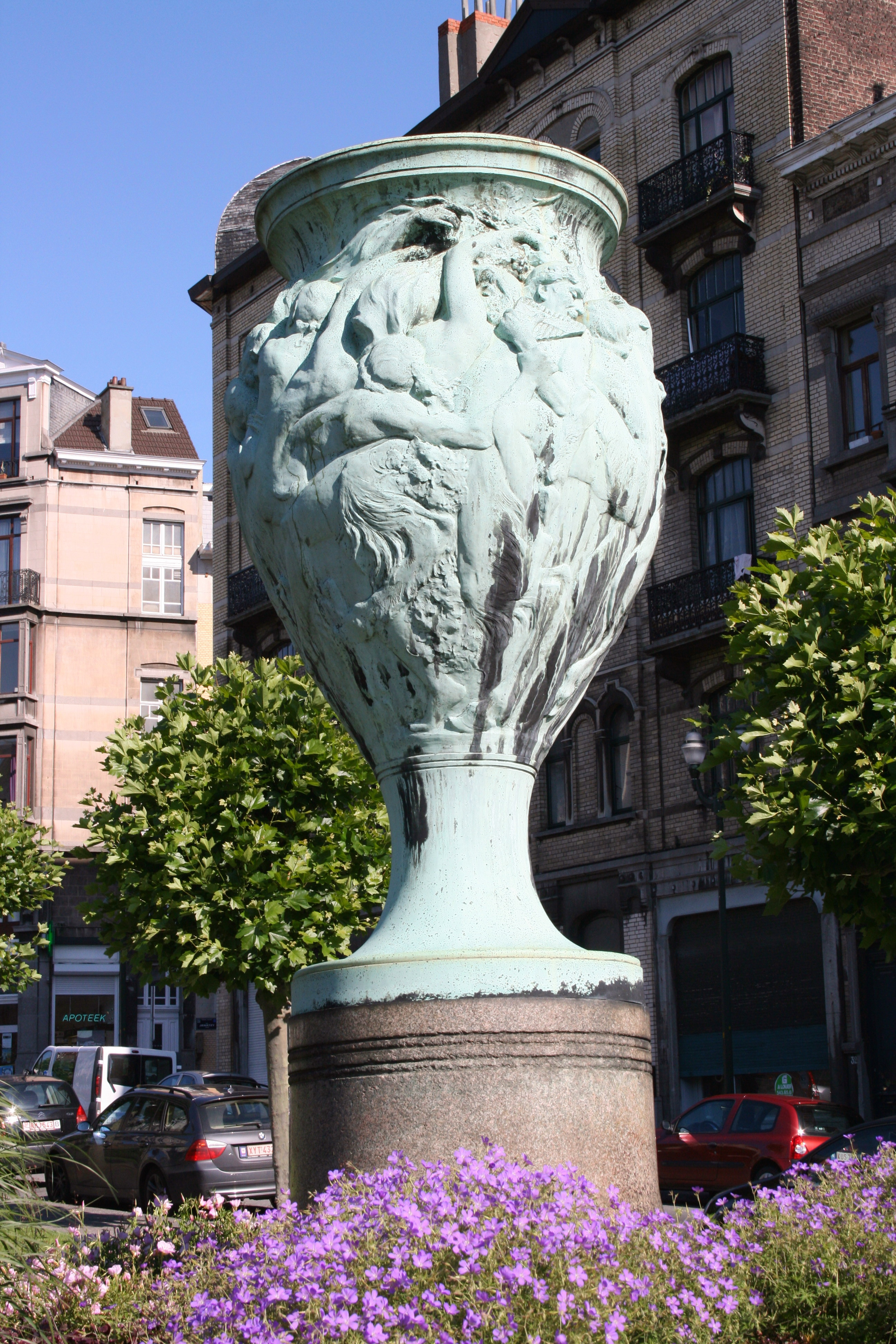
Vas en bronze "La Bacanal" a l'avenue Louis Bertrand de Brussel·les.

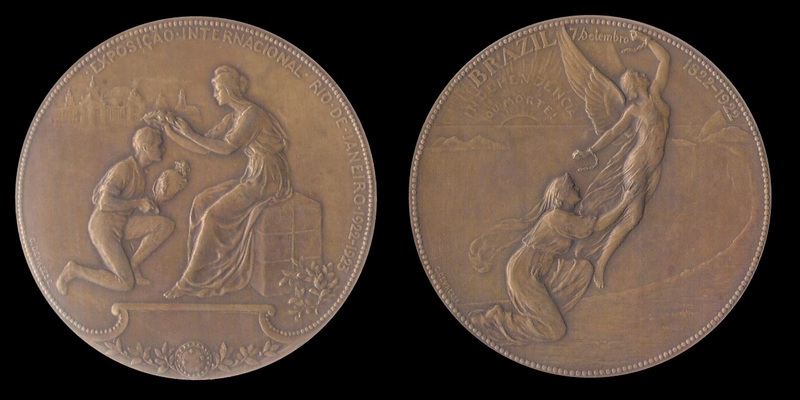
Medalla de l'Exposició Internacional del Centenari de la Independència (1922-1923), encunyada a Bèlgica per J. Fonson & Cie. Gravador: Godefroid Devreese

Godefroid Devreese (Kortrijk, 1861 - Brussel·les, 1941) va ser un escultor i prolífic i brillant medallista belga del seu temps. La seva extensa producció de medalles, que supera el mig miler, abraça una gran varietat de temes, tant nacionals com internacionals. Tot i que començà tard en l'art de la medalla, aviat en va esdevenir un dels principals executors, assolint gran èxit tant a Bèlgica com a l'estranger. Retratà a reis, ministres, burgesos, científics, músics, actors... i realitzà medalles per a institucions, empreses i entitats de tota mena.
Va ser amic de personalitats culturals de Brussel·les, com l'escultor Charles Van der Stappen (1843-1910) o l'arquitecte Victor Horta (1861-1947), que li construí el seu taller a Schaerbeek, districte on hi passà gran part de la seva vida. Gran retratista, considerat innovador en l'art de la medalla, començà la seva formació amb el seu pare, el també escultor Constant Devreese (1823-1900). Estudià a l'Acadèmia de Kortrijk i després s'instal·là a Brussel·les on continuà la seva formació a l'Acadèmia Reial de Belles Arts des de 1881 i fins a 1886, on va tenir-hi com a professors a Eugène Simonis i Charles Van der Stappen. El 1884 s'instal·là a Schaerbeek, ciutat que no abandonarà fins al 1939. El 1885 guanyà el Premi de Roma, el 1889 guanyà la Medalla d'Or a l'Exposició de Colònia i el 1895 debutà a l'Exposició Nacional de Belles Arts de Paris. Home culte, viatjà molt per Europa, coneixent-se desplaçaments al Regne Unit, Espanya, Itàlia, Països Baixos i a França. Signava G. DEVREESE

## Monuments i escultures
La Comuna de Schaerbeek posseeix diferents obres de Devreese i, fins i tot, un carrer en porta el seu nom. De la seva obra escultòrica cal destacar diverses obres públiques, com la Font Anspach (1897) a Brussel·les, el Monument Groeninge (o Monument per a la batalla dels esperons d'or (1902) a Kortrijk, el Monument als benefactores dels pobres (1907) i el Vas de les bacanals (1911) ambdós a Schaerbeek. A Court-Saint-Étienne el Monument a Emile Henricot (1911) i a Spa el Monument a l'armistici (1925).

## Numismàtica
A Devreese se'l considera avui el renovador de l'art de la medalla a Bèlgica. Estudià dels mestres del Renaixement italià i de les primeres figures franceses del moment, com Oscar Roty (1846-1911), Jules-Clément Chaplain (1839-1909) i Alexandre Charpentier (1856-1909), regeneradors d'un art que fins aleshores era considerat “menor”. Els seus dots tenen dues grans virtuts artístiques, la delicadesa i la precisió. De fet, l'èxit de Devreese com a medallista va ser tan gran, que des del primer moment en què van aparèixer les seves primeres peces hom s'habituà a no veure en ell més que el medallista, oblidant la seva vessant d'escultor. Devreese donà a l'art de la medalla belga, una època daurada i una popularitat com no havia tingut mai. Entre les seves medalles cal destacar les dels reis belgues, la de l'Exposició Universal de Brussel·les de 1910 i les de diversos personatges de la vida social.